# توزیع نامتمرکز تی
همانند دیگر توزیع‌های نامتمرکز، توزیع نامتمرکز تی نیز برای تعمیم یک توزیع احتمالاتی (در اینجا توزیع تی-استیودنت) بکار می‌رود. همانطور که می‌دانیم، توزیع تی نشانگر درست بودن فرض صفر در آزمون تی است. یعنی به طور مثال، اگر نمونه‌ای از داده‌هایی با توزیع غیر نرمال داشته باشیم، و بخواهیم صحت میانگین حدس زده شده برای جامعه را در رابطه با پارامتری خاص مانند وزن تعیین کنیم، کافیست فرض صفر را برابر میانگین احتمالی گذاشته، و p-value مورد نظر را با توجه به توزیع تی حساب کنیم. 
اما توزیع نامتمرکز تی عملکردی متفاوت دارد، در واقع در این توزیع مشخص کننده توزیع داده‌ها زمانی است که فرض دیگر درست فرض شود.
همانطور که می‌شود حدس زد، مهمترین کاربرد این توزیع، اندازه گیری قدرت آزمون تی است، گرچه که کاربرد های دیگری در اندازه گیری مقبولیت نمونه‌گیری (VASP)، بازه‌های تحمل (بازه اطمینان در بخشی از داده‌ها) و چند کاربرد تخصصی دیگر از این قبیل دارد.
این توزیع همچنین به عنوان توزیع نامتمرکز یکتای تی نیز شناخته می‌شود، و علاوه بر کاربردش در استنباط آماری، در آمار باثبات برای مدل کردن داده‌ها نیاز به کار می‌آید.

## خصوصیات
اگر متغیر تصادفی Z، از یک توزیع نرمال استاندارد پیروی کند، و V نیز متغیر تصادفی توزیع کی‌دو با درجه آزادی v که مستقل از Z است، باشد، داریم:
{\displaystyle T={\frac {Z+\mu }{\sqrt {V/\nu }}}}
که T متغیر تصادفی یک توزیع نامتمرکز تی با v درجه آزادی و پارامتر نامتمرکزی μ ≠ ۰ است. (توجه داشته باشید که این پارامتر می‌تواند منفی باشد). همانطور که از فرمول برمی‌آید اگر μ برابر صفر باشد، توزیع مورد نظر تبدیل به توزیع تی عادی خواهد شد. با تغییر μ از مثبت بی‌نهایت تا منفی بی‌نهایت، تابع احتمال تجمعی NT از صفر به یک میل می‌کند.

### تابع توزیع تجمعی
تابع توزیع تجمعی این توزیع با درجه آزادی v و پارامتر نامتمرکزی μ به شکل زیر بیان می‌شود:
{\displaystyle F_{\nu ,\mu }(x)={\begin{cases}{\tilde {F}}_{\nu ,\mu }(x),&{\mbox{if }}x\geq 0;\\1-{\tilde {F}}_{\nu ,-\mu }(x),&{\mbox{if }}x<0,\end{cases}}}
که در آن
{\displaystyle {\tilde {F}}_{\nu ,\mu }(x)=\Phi (-\mu )+{\frac {1}{2}}\sum _{j=0}^{\infty }\left[p_{j}I_{y}\left(j+{\frac {1}{2}},{\frac {\nu }{2}}\right)+q_{j}I_{y}\left(j+1,{\frac {\nu }{2}}\right)\right],}{\displaystyle I_{y}\,\!(a,b)}
I تابع بتای ناقص منظم شده است،
{\displaystyle y={\frac {x^{2}}{x^{2}+\nu }},}
{\displaystyle p_{j}={\frac {1}{j!}}\exp \left\{-{\frac {\mu ^{2}}{2}}\right\}\left({\frac {\mu ^{2}}{2}}\right)^{j},} (تابع چگالی احتمال توزیع پواسون)
{\displaystyle q_{j}={\frac {\mu }{{\sqrt {2}}\Gamma (j+3/2)}}\exp \left\{-{\frac {\mu ^{2}}{2}}\right\}\left({\frac {\mu ^{2}}{2}}\right)^{j},}
و Φ (تابع فی)، تابع توزیع تجمعی توزیع نرمال استاندارد است.
همچنین، CDF توزیع نامتمرکز تی می‌تواند به صورت
{\displaystyle F_{v,\mu }(x)={\begin{cases}{\frac {1}{2}}\sum _{j=0}^{\infty }{\frac {1}{j!}}(-\mu {\sqrt {2}})^{j}e^{\frac {-\mu ^{2}}{2}}{\frac {\Gamma ({\frac {j+1}{2}})}{\sqrt {\pi }}}I\left({\frac {v}{v+x^{2}}};{\frac {v}{2}},{\frac {j+1}{2}}\right),&x\geq 0\\1-{\frac {1}{2}}\sum _{j=0}^{\infty }{\frac {1}{j!}}(-\mu {\sqrt {2}})^{j}e^{\frac {-\mu ^{2}}{2}}{\frac {\Gamma ({\frac {j+1}{2}})}{\sqrt {\pi }}}I\left({\frac {v}{v+x^{2}}};{\frac {v}{2}},{\frac {j+1}{2}}\right),&x<0\end{cases}}}بیان شود؛ که Γ تابع گاما و I تابع بتای ناقص منظم شده است.
اگرچه توابع دیگری نیز برای CDF این توزیع وجود دارد، اما این فرم برای محاسبه بازگشتی راحت‌تر است.

### تابع چگالی احتمال
تابع چگالی احتمال برای این توزیع (v>0 , μ) به چندین صورت قابل بیان است.
صورت اول: تابع فوق هندسی همریز:
{\displaystyle f(x)={\frac {\nu ^{\frac {\nu }{2}}\Gamma (\nu +1)\exp \left(-{\frac {\mu ^{2}}{2}}\right)}{2^{\nu }(\nu +x^{2})^{\frac {\nu }{2}}\Gamma ({\frac {\nu }{2}})}}\left\{{\sqrt {2}}\mu x{\frac {{}_{1}F_{1}\left({\frac {\nu }{2}}+1;\,{\frac {3}{2}};\,{\frac {\mu ^{2}x^{2}}{2(\nu +x^{2})}}\right)}{(\nu +x^{2})\Gamma ({\frac {\nu +1}{2}})}}+{\frac {{}_{1}F_{1}\left({\frac {\nu +1}{2}};\,{\frac {1}{2}};\,{\frac {\mu ^{2}x^{2}}{2(\nu +x^{2})}}\right)}{{\sqrt {\nu +x^{2}}}\Gamma ({\frac {\nu }{2}}+1)}}\right\}}
که 1F1 تابع فوق هندسی همریز است.
صورت دیگر با استفاده از انتگرال به صورت زیر است:
{\displaystyle f(x)={\frac {\nu ^{\frac {\nu }{2}}\exp \left(-{\frac {\nu \mu ^{2}}{2(x^{2}+\nu )}}\right)}{{\sqrt {\pi }}\Gamma ({\frac {\nu }{2}})2^{\frac {\nu -1}{2}}(x^{2}+\nu )^{\frac {\nu +1}{2}}}}\int _{0}^{\infty }y^{\nu }\exp \left(-{\frac {1}{2}}\left(y-{\frac {\mu x}{\sqrt {x^{2}+\nu }}}\right)^{2}\right)dy.}
صورت سوم از طریق CDF این توزیع بدست می‌آید:
{\displaystyle f(x)={\begin{cases}{\frac {\nu }{x}}\left\{F_{\nu +2,\mu }\left(x{\sqrt {1+{\frac {2}{\nu }}}}\right)-F_{\nu ,\mu }(x)\right\},&{\mbox{if }}x\neq 0;\\{\frac {\Gamma ({\frac {\nu +1}{2}})}{{\sqrt {\pi \nu }}\Gamma ({\frac {\nu }{2}})}}\exp \left(-{\frac {\mu ^{2}}{2}}\right),&{\mbox{if }}x=0.\end{cases}}}

نکته: در زبان R می‌توانید از توابع (dt ,pt ,qt ,rt) با مشخص کردن پارامتر ncp استفاده کنید.
توجه: همانطور که از بالا بر می‌آید، این توزیع شبیه به توزیع تی مرکزی است و تنها بسته به پارامتر نامتمرکزی (μ) به چپ یا راست انتقال پیدا می‌کند.

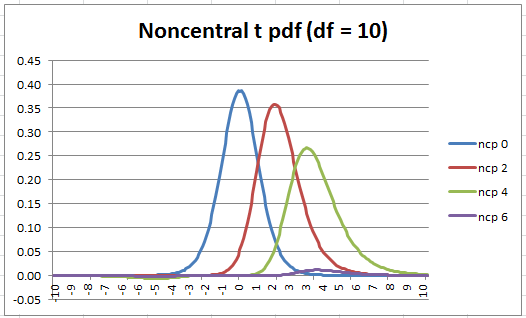
noncentral t pdf plot with degree of freedom 10

### امید ریاضی و واریانس
امید ریاضی برای متغیر تصادفی T به شکل زیر به دست می‌آید:
{\displaystyle E(T)=\mu \times (p/2)^{1/2}\times \Gamma ((p-1)/2)/\Gamma (p/2)}
همچنین واریانس به شکل زیر به دست می‌آید:
{\displaystyle var(T)={p \over p-2}\times (1+\mu ^{2})-E^{2}(T)}

## نمونه کدی از R
به‌طور نمونه نمودار توزیع تی با درجه آزادی ۱ و پارامتر نامتمرکزی بین ۰ تا ۱۰ با کشیده‌ایم.
```
cl
 
<-
 
rainbow
(
11
)

plots
 
<-
 
ggplot
()

for
(
j
 
in
 
0
:
10
){

  
sample
 
<-
 
seq
(
from
=
0
,
 
to
=
10
,
 
by
=
.
1
)

  
p
 
<-
 
dt
(
x
 
=
 
sample
,
 
df
 
=
 
1
,
 
ncp
 
=
 
j
)

  
plots
 
<-
 
plots
 
+
 
geom_line
(
data.frame
(
x
=
sample
,
 
y
=
p
),
 
mapping
 
=
 
aes
(
x
=
x
,
 
y
=
y
),
 
color
=
cl
[
j
+1
])

}

print
(
plots
)

```

همانطور که انتظار داریم، با زیاد کردن درجه آزادی توزیع شبیه به توزیع نرمال انتقال یافته می‌شود:
```
cl
 
<-
 
rainbow
(
11
)

plots
 
<-
 
ggplot
()

for
(
j
 
in
 
0
:
10
){

  
sample
 
<-
 
seq
(
from
=
0
,
 
to
=
10
,
 
by
=
.
1
)

  
p
 
<-
 
dt
(
x
 
=
 
sample
,
 
df
 
=
 
1000
,
 
ncp
 
=
 
j
)

  
plots
 
<-
 
plots
 
+
 
geom_line
(
data.frame
(
x
=
sample
,
 
y
=
p
),
 
mapping
 
=
 
aes
(
x
=
x
,
 
y
=
y
),
 
color
=
cl
[
j
+1
])

}

print
(
plots
)

```